# قسطنطين (كاتب)
قسطنطين (بالإنجليزية: Konstantinos)‏ هو كاتب أمريكي، ولد في 1972.